# ファインアート
ファインアート（英語:fine art）、ファインアーツ(fine arts)は、芸術的価値を専らにする活動や作品を指す概念。日本語の芸術とほぼ同義であるが、とくに応用芸術、大衆芸術と区別して純粋芸術を意味する場合に使われる。芸術の中でも美術について使われることが多く、この場合、応用美術に対して純粋美術とも。
ファインアートは、ハイカルチャーを構成する一部分である。ハイアート(high art)はファインアートとほぼ同義だが、ファインアートは応用芸術との対比で、ハイアートは大衆芸術との対比で使われることが多い。
1911年のブリタニカ百科事典第11版は、ファインアートの5大領域を建築、彫刻、絵画、音楽、詩（Poetry）とし、補助的領域としてダンスと演劇をあげている。
美術分野の代表的なファインアートは絵画、彫刻であり、これに対するイラストレーションやデザイン、工芸と峻別されるが、20世紀最後の四半期以降、その領域は互いに浸透し、区分は曖昧なものになりつつある。

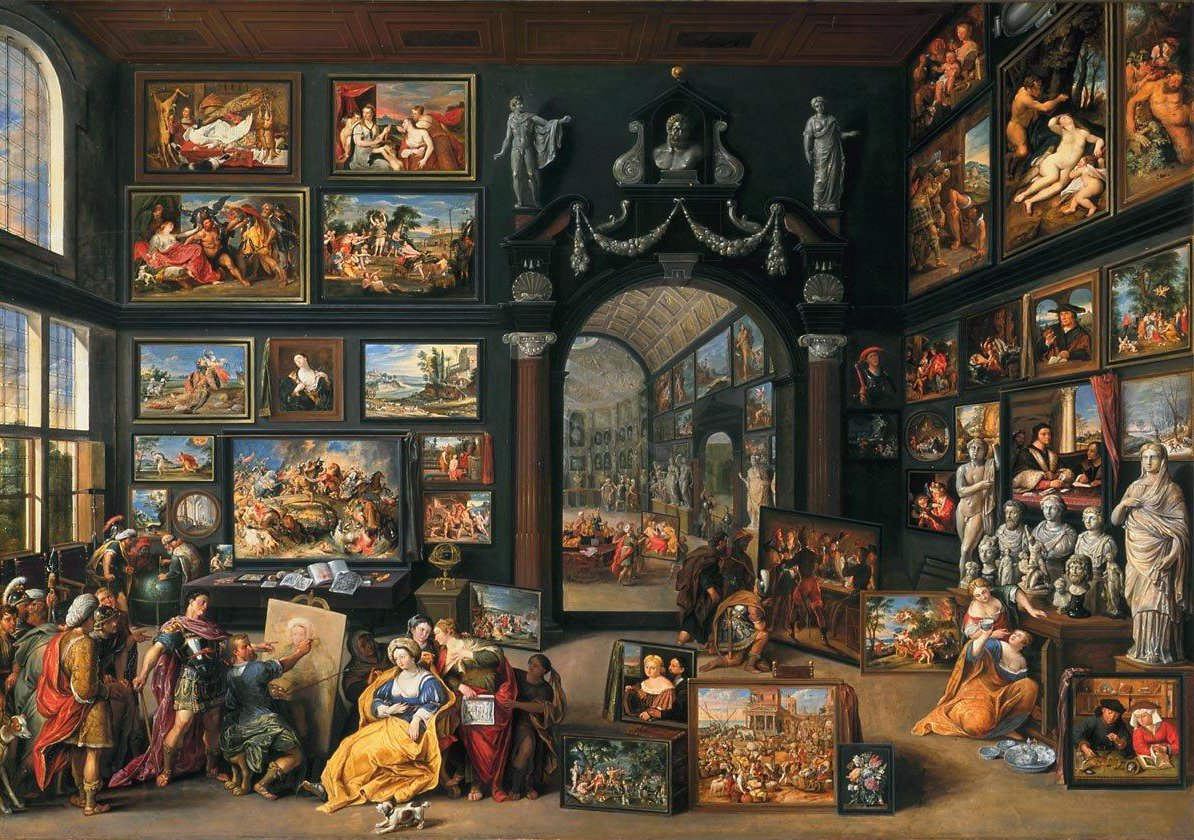
ヴィレム・ファン・ハーヒト作『カンパスペを描くアペレス』

## ファインアートの誕生

### 実用性からの独立
応用美術や大衆芸術と区別されるファインアートの概念は18世紀後半のヨーロッパにおいて確立した。
その芸術的価値だけではなく、他の実用的価値を持つものを応用芸術、大衆の娯楽のためのものを大衆芸術と呼び、そのいずれにも属せず、芸術的価値を専らにする活動や作品をファインアートと呼ぶようになった。

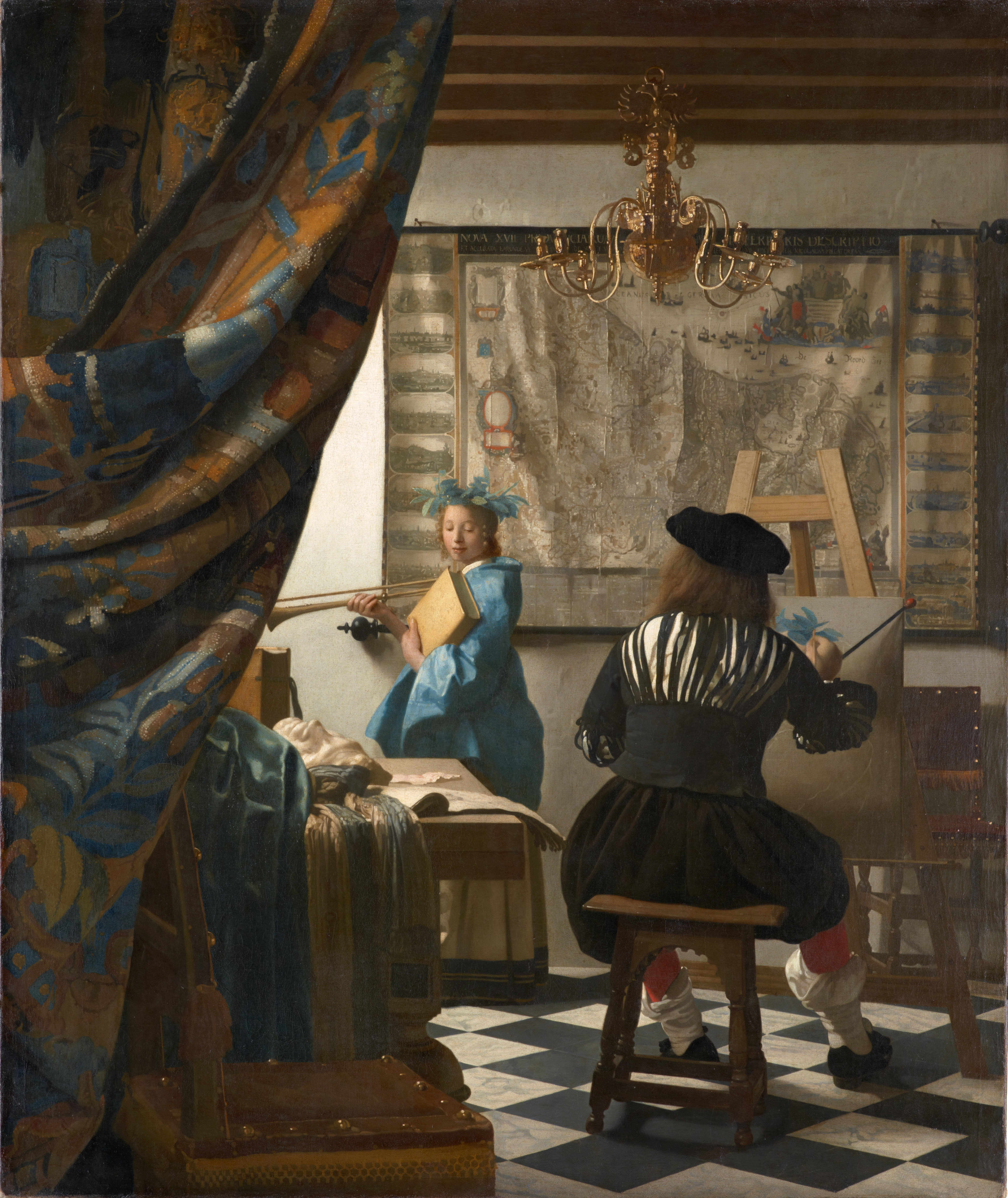
ヨハネス・フェルメールの『画家のアトリエ』あるいは「絵画の寓意」（1667年）キャンバスに油彩

視覚芸術すなわち美術の分野を例に採れば、これらはもともと建築物や家具、食器、衣服などへの装飾であった。ところが壁画が板絵、タブローとなって壁から離れ、構造物への彫刻も、彫像だけが独立し、もとの建築物との直接の関係がなく制作されるようになり、独自のジャンルとして絵画、彫刻が発展した。この背景にはテンペラや油彩が発明されるという技術的要素や、絵画、彫刻が商品として売り買いされるという当時の社会経済状況がある。すなわち装飾性が、他の実用的機能と切り離されて制作されて発展し、装飾性は芸術性に格上げされる。ここにおいて、他の実用性から独立した芸術的価値という概念が産まれた。装飾性から芸術性への格上げには作家の個性を重んじる思想がある。実用的機能と切り離されることによって、作家の個性による創造性がもっとも発揮される。
1648年にフランス王立絵画彫刻アカデミーが、1669年に音楽アカデミー、1671年に建築アカデミーができていた。1816年にこれらを合体したフランス芸術アカデミーが誕生する。これからファインアート、フランス語でボザール(Beaux-Arts)の概念を窺い知ることができる。

### ハイカルチャーの担い手
ハイカルチャーは大衆芸術(popular arts)あるいは大衆文化、ポップと対立する概念である。ファインアートはハイカルチャーに属するものとされていた。
音楽の場合、クラシック音楽がハイカルチャーに属し、対してポピュラー音楽や民族音楽は大衆芸術あるいは芸能である。オペラと後のミュージカルの違いも、その使用する音楽が、前者がクラシック音楽を用いてハイカルチャーに属するのに対し、後者がポピュラー音楽を用いることによる。

## その後のファインアート
社会の変化を反映してダダイスム運動がファインアートの内部から起こる。マルセル・デュシャンが1917年にニューヨークの「アンデパンダン展」に偽名で男性用小便器をほとんど加工なく『泉』と題して出展した事件がダダイスム芸術の例として有名である。これは反芸術ともいわれる。音楽においては、1952年にジョン・ケージによる終始無音の『4分33秒』が「演奏」されている。これはネオダダとリンクした作品とされる。
20世紀後半になって、とくにアメリカ合衆国の経済的繁栄、大量消費社会を背景に大衆文化が盛んになると、それを取り入れたポップアート（アメリカン・ポップ）が登場する。1950年代にジャスパー・ジョーンズは星条旗を油彩で描き、ロイ・リキテンスタインは1960年代に、新聞の連載漫画の1コマを、印刷インクのドットまで含めてキャンヴァスに拡大して描いた。アンディー・ウォーホルは同じころ、シルクスクリーンによる版画を好み、マリリン・モンローの顔写真などを題材にした。
現代では版画や写真、映像（動画）もファインアートの一分野と認識されるようになっている。また、ニューヨーク近代美術館やフランス国立近代美術館が工業デザインも扱うなどの動きがある。1864年に設立された、オーストリア王立美術工業博物館は、1986年に応用美術と現代美術を共に扱うMAK（Osterreichisches Museum für Angewandte Kunst、オーストリア国立工芸美術館）として再出発した。

## 日本の事情

### ファインアートの到来
日本には開国後の明治時代に、さまざまな西洋文化がいちどに入ってきた。リベラル・アートが西周 (啓蒙家)によって「芸術」と翻訳された（1870年の『百学連環』?）。
1873年（明治6年）、当時の日本政府がウィーン万国博覧会へ参加するに当たり、出品する品物の区分名称として、ドイツ語の Kunstgewerbe および Bildende Kunst の訳語として「美術」を採用した。また、西は1872年（1878年説もあり）『美妙学説』で英語のファインアート(fine arts)を「美術」と翻訳したと言われている。
「美術」という翻訳を正式に制定したのは黒川真頼（東京帝国大学教授・文学博士）である。中川一政の著書によると、中国から来た文字である「美」という文字は「羊」と「大」を繋げた文字であり、羊は生贄として神様に捧げる御馳走という意味で、羊の大きく太っているのはうまいが文字の由来であり、古今東西にあたって名人、天才が生んだ作品が発生する感銘は美という言葉で縛り切れないことから、黒川真頼はこの「美」を使うのが不満だったが、「今暫くこの字をあてておく」と黒川が但し書きしたと著書に記している。
黒川は当時文部省で『語彙』の編纂が企てられたことから、後の辞書編纂の基礎をつくり、『史略考証』三巻を編集、ローマ字での国語綴輯、ウイーン万国博覧会の「出品差出勤請書」添付の出品規定を作っていた。
その後「美術」は、ファインアートのうち視覚芸術に限定して使われ、これからはみだした、詩、音楽、演劇なども含むファインアートに相当する日本語としては「芸術」が使われるようになった。
ファインアートは18世紀のヨーロッパで確立したものなので、通常はルネッサンス以降の西洋美術にのみ使用される。このため、この用語を地域や時代を越えてそのまま適用するには問題がある。たとえば、昔の日本の絵師達の作品はほぼすべてが障壁画であり、これらは室内装飾としての役割を持つため、実用性から独立した美術としてのファインアートの定義には当てはまらないことになる。また、東洋美術では書画として書も美術品のひとつと扱われるが、書は欧米の言うファインアートにはあたらない。西洋の定義に当てはめると、東洋には実用品から遊離した美術品と言えるものはほとんどない。絵巻物は西洋の挿絵に相当し、障壁画や屏風絵は家具の一部なので、西洋の定義ならほとんどが応用美術、工芸に属する。けっきょくウィーン万国博覧会にはおもに絵付けされた陶磁器を出品した。これは工芸とファインアートの狭間を狙ったことになる。ファインアートたる美術と、応用美術たる工芸の区分を明治期の日本は認識することになるが、時代は下って1954年に北大路魯山人がニューヨーク近代美術館で展覧会を開いたときも、あるキュレーターが「実用品は芸術ではない」と述べ、1980年代にはアメリカの美術館長が「開口部のある陶磁器には興味がない」と発言している。このような事情から、日本では美術と工芸を纏めて扱うことが多くなる。